# Termes de Trajà
Les Termes de Trajà, construïdes a partir de 104, van ser una gegantina estructura de termes de l'antiga Roma. Igual que les termes de Titus, aquestes instal·lacions estaven ubicades sobre part del que va ser el palau daurat de Neró (Domus Aurea).
Les seves gegantines cisternes podien emmagatzemar més de 8 milions de litres d'aigua. Encara existeixen i són conegudes com a sette sale («set sales»).